# Droga I/71 (Słowacja)
Droga krajowa 71 (słow. Cesta I/71) – droga krajowa I kategorii na południu Słowacji. Jedno-jezdniowa arteria łączy miasto Lučenec z dawnym przejściem granicznym z Węgrami.